# Emergenza odontoiatrica
L'emergenza odontoiatrica è un problema avente il carattere dell'emergenza-urgenza che coinvolge i denti o i tessuti di supporto. Tutte le emergenze dentali devono essere trattate sotto il controllo o la guida di un professionista della salute dentale al fine di preservare i denti il più a lungo possibile.
Le emergenze sono molteplici e possono variare da infezioni (batteriche, fungine o virali) a un dente fratturato; ogni problema richiede una risposta individuale e un trattamento diverso da soggetto a soggetto. Le fratture possono verificarsi ovunque, sia sul dente sia sull'osso circostante, ed a seconda del sito e dell'entità della frattura le alternative di trattamento cambiano. Anche la caduta o la frattura del restauro dentale può essere considerata un'emergenza odontoiatrica in quanto può causare problemi estetici, di alimentazione e fonazione e come tale dovrebbe essere curata con la stessa importanza della perdita di tessuto dentale naturale.
Le emergenze odontoiatriche non sempre causano odontalgia, sebbene questo sia un chiaro segnale di una possibile patologia. Il dolore può provenire dal dente, dai tessuti circostanti o può dare la sensazione di originarsi dai denti, ma di fatto essere causato da un'altra fonte. A seconda del tipo di dolore provato, un medico esperto può determinare la causa probabile e può trattare il problema poiché ogni tipo di tessuto fornisce messaggi diversi in un'emergenza odontoiatrica.
Ci sono opinioni spesso divergenti tra medici e pazienti su ciò che costituisce un'emergenza dentale. Le emergenze che si verificano nello studio dentistico possono quindi essere più o meno allarmanti. Un modo per ridurre al minimo l'allarme è quello di creare una cronologia completa delle emergenze in modo che le possibili emergenze possano essere, in una certa misura, anticipate e avere una buona conoscenza pratica di come gestire le emergenze grazie alle esperienze maturate.

## Emergenze riparative

### Distacco o rottura di otturazione
Un'otturazione saltata, fratturata o dislocata può causare disagio o dolore acuto a causa dei bordi frastagliati. Possono esserci problemi estetici se il riempimento si trova in un'area molto esposta. I pazienti devono assicurarsi che la loro lingua non eserciti costantemente pressione intorno a quell'area, poiché i bordi frastagliati possono causare tagli alla lingua. Tuttavia, in alcuni casi il risultato della perdita di un'otturazione può causare irritazione al lato della guancia e potenzialmente portare a un'ulcera. I bordi taglienti possono essere facilmente risolti livellando l'otturazione o i bordi dei denti dal dentista durante l'appuntamento di emergenza. Possono anche sorgere problemi di ipersensibilità, dolore acuto breve causato dalla dentina sottostante esposta, dopo il deterioramento del materiale di otturazione.
Le cause del deterioramento di un restauro sono molteplici per esempio può essere una carie sottostante o un trauma occlusale, causato dalla dentatura naturale durante la masticazione. Anche la longevità dei materiali da restauro potrebbe essere un fattore di rischio; la durata media dell'amalgama è generalmente di 6-20 anni, del composito 5-10 anni.
Durante l'appuntamento di emergenza il dentista dovrà eseguire una serie di radiografie per valutare eventuali carie sottostanti, perdita ossea o possibile ascesso. L'esame clinico rileverà le ragioni del fallimento del restauro. Dopo il trattamento, il dentista fornirà opzioni sulla prognosi del dente, che possono includere un nuovo restauro, estrazione, canale radicolare o posizionamento di una corona.

### Rottura della corona del dente
Le corone possono rompersi a causa di vari motivi possibili, tra cui: una frattura, preparazione non ritentiva, carie secondaria, cemento debole, forze occlusali esagerate o allentamento della corona.  Le conseguenze di una corona che si allenta o si rompe includono il rischio di ingestione e, meno probabile, l'aspirazione. La gestione di questo tipo di problematica dunque può variare a seconda delle situazioni e sarà premura del dentista valutare la situazione.
Se la corona è in ceramica potrebbe essere riparata in laboratorio, la soluzione ideale in quanto è possibile smontarla senza danneggiare il dente di sostegno. In caso di corona del dente rotta in alcune situazioni lo specialista potrebbe anche cercare di riparare la corona direttamente nella bocca del paziente. In questo caso dovrà essere utilizzata una resina composita diversa dalla ceramica.

### Rottura o allentamento di un impianto
Il successo dell'impianto è molto alto, il tasso di durevolezza dell'impianto è compreso tra l'85 e il 95%, anche se non è raro che si verifichi un suo guasto o di uno dei componenti. Il problema è molto probabilmente dovuto all'infezione dell'impianto. Si consiglia vivamente di visitare o indirizzare il paziente allo specialista che ha fornito l'impianto.
A volte è il sovraccarico a causare la perdita della protesi: o perché l’osso, per scarsa qualità e quantità, non è in grado di sopportare sollecitazioni meccaniche anche normali oppure a causa delle continue sollecitazioni connesse a digrignamento diurno e notturno dei denti (bruxismo). Esiste infine una percentuale di casi, per la verità assai esigua, nei quali si verifica una mancata osteo-integrazione: in questi pazienti molto spesso è difficile scoprire la ragione per la quale l’osso non si congiunge all’impianto. In pazienti che non fumano, non soffrono di bruxismo, eseguono una corretta igiene orale e si recano periodicamente ai controlli dal dentista la quota di insuccessi degli impianti dentari è solo del 2/3%; il prezzo è giustificato.

### Rottura della dentiera
Una frattura può comportare danni alla protesi; nel caso in cui dovesse succedere, sarà meglio ricorrere ad una nuova dentiera invece di riparare quella rotta poiché si potrebbero incorrere in molte spese.
La sostituzione di denti di protesi persi o rotti può essere eseguita con un risultato rapido, facile e duraturo. La tecnica fornisce una buona estetica e funzionalità e il dentista può eseguire una sostituzione senza un grande inventario di denti di scorta e senza elaborazioni costose o dispendiose in termini di tempo. La riparazione risultante resiste allo stress e all'usura paragonabili a quelli dei denti per protesi in resina acrilica ed è resistente allo scolorimento.

## Problematiche orali acute

### Gonfiore facciale
Un gonfiore è un'espansione anomala transitoria di un'area del corpo (o di una parte) non causato dalla proliferazione cellulare ma dall'accumulo di liquido nei tessuti. Può verificarsi in tutti i distretti del corpo (generalizzato) oppure può essere coinvolgere una parte del corpo o un organo specifico (localizzato). Un gonfiore può insorgere all'interno della cavità orale o esternamente intorno al viso, alle mascelle e al collo e può essere causato da un trauma (gonfiore dovuto a frattura, ematoma, lussazione dell'articolazione temporo-mandibolare), infezione o infiammazione. Il gonfiore può verificarsi nelle gengive, palato, labbra ecc. Può capitare a causa di problemi parodontali, infezioni, ascessi, cisti, reazioni allergiche (shock anafilattico), tumore delle ghiandole salivari, infiammazione o ostruzione delle ghiandole salivari.
Capire l'origine del gonfiore può essere molto difficile poiché può coinvolgere molti tessuti.

### Trisma
Il trisma è una condizione medica dolorosa provocata dalla contrattura dei muscoli masticatori con conseguente serratura delle mascelle, quasi impossibili da muovere. La patologia che più di tutte risulta correlata al trisma è il tetano (trisma tetanico), di cui generalmente rappresenta il primo segno, ma può insorgere anche in conseguenza di disturbi del nervo trigemino e di alcune patologie del cavo orale (es. affezioni dentarie). Può anche essere correlato a disturbi psichici come l’isterismo (trisma isterico).

### Gonfiore postoperatorio
Un piccolo gonfiore infiammatorio può comparire in seguito ad estrazioni dentali, ma questo è insolito a meno che la procedura non sia stata difficile e si sia verificato un trauma chirurgico significativo. Un gonfiore più rilevante di solito indica un'infezione postoperatoria o la presenza di una soffusione di sangue (ematoma). Non vi sono cure o trattamenti particolari. Per ecchimosi più importanti, ma limitate, del ghiaccio o impacchi potrebbero limitare il gonfiore. Se il gonfiore è per un'infezione, può essere richiesto l'uso di antibiotici dallo specialista (ovviamente mediante prescrizione).

### Emorragia
Le emorragie a seguito di estrazioni dentarie sono eventi abbastanza rari, spesso causate da una inadeguata sutura dopo l'estrazione o da una valutazione errata dei valori della coagulazione nei pazienti che seguono una terapia a base di anti-coagulanti per altre patologie. Se il paziente non fa uso di tali farmaci ed i suoi tempi di coagulazione sono nella norma (e non è diabetico) non ci dovrebbero essere particolari problemi.

## Emergenze ortodontiche
Le emergenze ortodontiche sono classificate come problemi urgenti relativi alla manutenzione degli apparecchi ortodontici, o il doloro eccessivo causato da essi. Odontoiatri generalisti sono in genere in grado di occuparsi di questi problemi ma nei casi più complessi potrebbe risultare necessario visitare un ortodontista.

### Apparecchio mobile allentato
Gli apparecchi mobili vengono utilizzati da dentisti per effettuare l'inclinazione dei denti mediante viti, molle e archetti di vario tipo per correggere malocclusioni. L'apparecchio può essere estratto per la pulizia e per le regolazioni effettuate da ortodontisti. Se l'apparecchio è allentato in una situazione di emergenza, il dentista può regolare il componente di ritenzione dell'apparecchio per aumentare la ritenzione dell'apparecchio utilizzando la pinza di Adams (strumento usato dagli odontoiatri per formare dei ganci con i fili di metallo sottili, ha un aspetto molto simile ad una tronchese).

### Apparecchio mobile rotto
Nel caso in cui si rompesse l'apparecchio, lo specialista dovrebbe essere avvisato il prima possibile. L'apparecchio rotto non deve essere utilizzato in quanto esso potrebbe causare traumi e potrebbe rappresentare un rischio significativo di ostruzione delle vie aeree.

### Legature allentate o perse
Le legature sono piccoli elastici/anellini o fili che mirano a fissare saldamente l'arco di metallo all'interno dell'apparecchio. Se una legatura si allenta o si perde, questo può compromettere l'efficacia dell'apparecchio ortodontico poiché le forze su quel particolare dente vengono ridotte drasticamente. In questo caso, un elastico sciolto può essere riposizionato con una pinzetta, meglio se da un ortodontista, ma anche i dentisti generici possono farlo tranquillamente. Se ad allentarsi è invece una legatura metallica, c'è bisogno che questa venga fissata o sostituita solo da un ortodontista esperto e nel frattempo, se causa irritazione, la cera ortodontica deve essere utilizzata su eventuali estremità appuntite. Il paziente deve evitare di sostituire da solo la legatura metallica in caso di smarrimento e deve cercare un appuntamento con il proprio ortodontista.

### Apparecchio fisso rotto o allentato
Ci sono molti componenti dell'apparecchio fisso che possono rompersi se il paziente mastica cibi duri o croccanti. I portatori dovrebbero indossare un paradenti sopra l'apparecchio se praticano sport di contatto. Se uno dei componenti è allentato o si stacca, l'utente deve chiamare immediatamente l'ortodontista. Se il componente è allentato, il dentista come trattamento di emergenza può coprire il componente con cera ortodontica. Se il componente si rompe, il dentista può utilizzare un paio di pinzette per rimuoverlo assicurandosi di proteggere le vie aeree in ogni momento.

### Archi sporgenti
Il filo negli apparecchi ortodontici fissi deve terminare in prossimità dell'ultimo dente, tuttavia se il filo sporge può causare irritazione ai tessuti molli circostanti. Per piegare il filo in posizione è possibile utilizzare piegatrici oppure, se ciò non è possibile, il filo sporgente può essere ricoperto di cera. In caso di problemi più gravi, il filo può essere tagliato utilizzando una tronchese, facendo attenzione a evitare di tagliare accidentalmente i tessuti circostanti e di inalare o ingerire frammenti di filo. Come ultima spiaggia, è possibile rimuovere l'intero filo metallico e le legature in caso di troppo disagio fino al prossimo appuntamento

### Reazioni allergiche ai componenti metallici
L'allergia più comune in ortodonzia è al nichel. Il nichel si trova in molti componenti ortodontici, come archi in nichel-titanio e staffe in acciaio inossidabile. Se i pazienti sono stati precedentemente esposti al nichel, ad esempio con gioielli che contengono il nichel, è probabile che la riesposizione con componenti ortodontici porti a una risposta immunitaria di causata dalla precedente sensibilizzazione delle cellule responsabili delle reazioni allergiche. Questa risposta è generalmente ritardata di alcuni giorni o settimane. In questo caso, l'ortodontista deve essere informato subito per prendere decisioni affinché il paziente riceva componenti senza nichel. Tuttavia, tale risposta immunitaria al nichel è rara, poiché si ritiene che la mucosa orale richieda una concentrazione molto più elevata per una risposta allergica rispetto alla pelle.

### Ostruzione delle vie aeree
Nel momento in cui un piccolo apparecchio mobile o un componente allentato blocca le vie aeree del paziente si verifica una vera emergenza medica. Se l'oggetto è visibile, il paziente va messo in posizione sdraiata e incoraggiato a tossire l'oggetto fuori. Anche la manovra di Heimlich può veramente salvare la situazione. Se nessuna di queste manovre funziona, deve essere subito chiamata un'ambulanza.

### Ingestione di un elemento
Non è insolito ingerire un componente o un apparecchio ortodontico. Non c'è bisogno di alcun trattamento specifico ad eccezione del monitoraggio delle feci per assicurarsi che il componente non abbia provocato danni durante il suo percorso. Se tuttavia il paziente presenta sintomi di dolore o vomito, il componente può essere depositato nell'esofago o nell'orofaringe. In tali situazioni il paziente deve essere ricoverato in ospedale.
Se il componente è lungo più di 5 cm, il paziente deve sempre essere inviato al pronto soccorso poiché vi è un rischio maggiore di ostruzione o perforazione del tratto gastrointestinale, quindi si può consigliare la rimozione invece di lasciare che il componente passi naturalmente.
L'aspirazione di un componente ortodontico che non è stato possibile rimuovere deve essere riferito al pronto soccorso per le radiografie del torace e la successiva rimozione del componente.

## Sintomi: il mal di denti
I soggetti che hanno manifestato un mal di denti doloroso hanno riferito più frequentemente dolore causato dalla temperatura e dalla masticazione e descrivono il dolore come "palpitante". Inoltre molti soggetti hanno anche segnalato formicolii e "scosse elettriche".
I soggetti che hanno rilevato uno stimolo freddo (termico) sul dente interessato, hanno riportato frequentemente dolore lancinante ad alta intensità rispetto a quelli che non hanno rilevato il freddo. Al contrario, i pazienti con ipersensibilità a stimoli meccanici sul dente affetto, hanno riportato livelli più elevati di intensità del dolore globale di tipo “radiante” e “pulsante” di intensità significativamente maggiore rispetto ai soggetti che non hanno dolore derivanti da stimoli meccanici.
Inoltre sempre più soggetti affermano di soffrire di mal di testa riportandone la causa a stress, sbalzi di temperatura o a una postura non corretta, non conoscendo invece che il mal di testa è molto spesso collegato al mal di denti. Emicrania, dolore cervicale e vertigini, nella maggior parte dei casi sono dovuti a disturbi dell'articolazione temporo-mandibolare (bruxismo). Se notiamo che la mandibola è dolorante e associata con un forte di mal di testa è bene rivolgersi ad un dentista, in particolare ad esperti in gnatologia, che individueranno la causa dell'emicrania e del dolore cervicale e vi indicheranno la terapia più adatta alla situazione.
Anche una semplice e comune carie, ad esempio, può provocare mal di testa, in quanto il dolore generato dal processo cariogeno può arrivare a colpire la testa, devolvendo in fastidiose emicranie. Il dente del giudizio può causare mal di testa, infatti si preferisce toglierlo solo nei casi in cui il dolore nato dal suo movimento diventa eccessivo, non pensando però che anche quando non proviamo dolore ai denti in realtà il dente del giudizio può dar luogo ad emicrania o a vertigini.
Di seguito sono indicati i campanelli di allarme del mal di testa associato al mal di denti:
- Mal di testa si manifesta durante la notte
- Sensazione di rigidità o dolore nella zona delle guance
- Mal di testa con dolore alle tempie o dietro gli occhi
- Risveglio con testa pesante, sensazione di mancato riposo riposato e bocca fortemente serrata
- Ronzii e fischi alle orecchie
- Rumori dolorosi quando si apre la bocca

È chiaro quindi che la parola "mal di denti" è un termine molto generico che può racchiudere diversi significati e sfaccettature che il professionista sanitario deve capire e che danno luogo a tipi di emergenze diverse.

## Trattamenti
Ogni emergenza odontoiatrica può recare problemi che possono essere risolti mediante soluzioni diverse da situazione a situazione.
Ad esempio per trattare il dolore dentale può essere utilizzato l'olio di chiodi di garofano che contiene eugenolo, un antisettico e anestetico usato molto spesso in medicina; una goccia può essere applicata con un batuffolo di cotone come rimedio momentaneo al dolore.
Dopo l'estrazione del dente del giudizio, ad esempio, può svilupparsi una condizione nota come "alveolite post-estrattiva" in cui le terminazioni nervose sono esposte all'ambiente esterno. Un pezzo di garza sterile o cotone imbevuto di olio di chiodi di garofano può essere inserito all'interno dell'alveolo dopo un'attenta pulizia con soluzione salina per alleviare anche questa forma di dolore.
Sono comunemente usati anche analgesici come l'aspirina, il paracetamolo e l'ibuprofene; l'aspirina e l'ibuprofene hanno l'ulteriore vantaggio di essere antinfiammatori. Spesso vengono applicati anche ghiaccio e/o calore che possono fornire sollievo se il dolore alla bocca è forte. Anche i risciacqui con le tisane (camomilla, salvia, menta) possono avere un effetto analgesico grazie alle loro innumerevoli proprietà antiinfiammatorie.
Un altro rimedio è effettuare risciacqui della cavità orale con una soluzione di acqua e sale tiepida e molto concentrata oppure l'utilizzo di aglio, cipolla, alcol ed il tè.